# 8852 Буксус
8852 Буксус (8852 Buxus) — астероїд головного поясу, відкритий 8 квітня 1991 року.
Тіссеранів параметр щодо Юпітера — 3,575.